# Tumppi Varonen

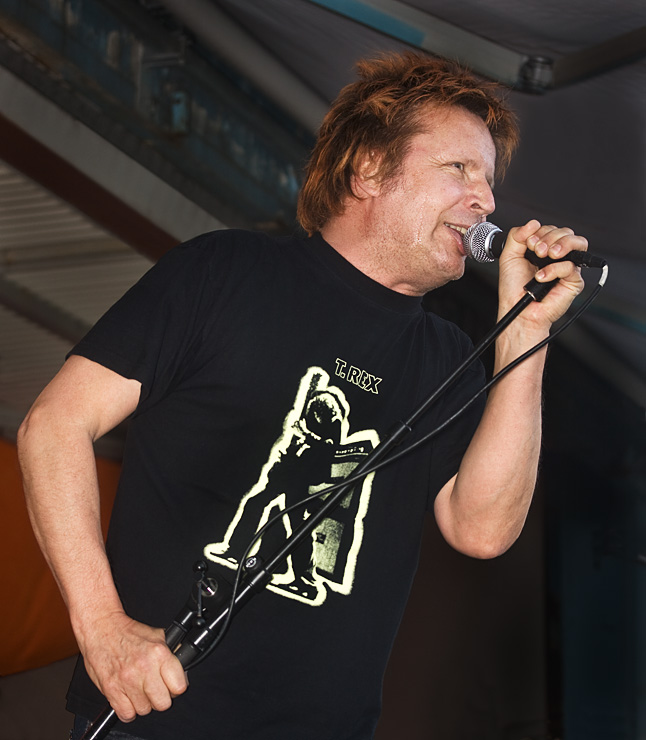
Tumppi Varonen

Tumppi Varonen (Tuomo Vilhelm Valokainen), född 7 september 1956 i Helsingfors, är en finländsk musiker, författare och politiker. Han gjorde sina första egentliga inspelningar med gruppen Problems? i slutet av 1970-talet. Sedan dess har han fungerat bland annat inom Pelle Miljoonas grupper. Sången "Tahdon rakastella sinua" (Jag vill älska med sig), som Varonen skrev för Pelle Miljoona & 1980 är en av den finländska rockens mest kända låtar. Varonen har främst fungerat som sångare och trummis. I det finländska kommunalvalet 2008 valdes han in i Helsingfors stadsfullmäktige som socialdemokrat med omval 2012. 

## Varonens band
- Näköhäiriö
- Problems?
- Pelle Miljoona & 1980
- Pelle Miljoona Oy
- Miljoonaliiga
- Pelle Miljoona & Rockers

## Diskografi

### Soloalbum
- Ennen huomista (1988)
- Kuuma rakkaus (1989)
- 100% (2005)

### Problems? -skivor
- Problems?: Katupoikia (1980)
- Problems?: Yleisön pyynnöstä (1981)
- Tumppi Varonen & Problems: Kaupungin valot (1982)
- Problems?: Tupakkatauon jälkeen (1986)
- Problems?: Diivaillen (1991)
- Problems?: Niin että riittää... (1998)
- Problems?: Reaaliajassa (1999)
- Problems?: Takaisin luontoon (2003)
- Tumppi & Problems?: Ajan hermo (CD/DVD) (2006)
- Tumppi Varonen & Problems?: Haluisitko tietää (2008)

### På Pelle Miljoonas skivor
- Pelle Miljoona & 1980: Pelko ja viha (1979)
- Pelle Miljoona & 1980: Viimeinen syksy (1979)
- Pelle Miljoona & 1980: Näyttämökuvia (live) (1980)
- Pelle Miljoona Oy: Moottoritie on kuuma (1980)
- Pelle Miljoona Oy: Matkalla tuntemattomaan (1981)
- Miljoonaliiga: Enkeltenkaupungissa... (1985)
- Rockers: Si Si Live (live) (1992)
- Pelle Miljoona & Rockers: ABC (1993)
- Pelle Miljoona & Rockers: OK! (1994)
- Pelle Miljoona & Rockers: Landella (akustinen) (1995)
- Pelle Miljoona & Rockers: Juuret (1996)
- Pelle Miljoona & Rockers: Kolmen tuulen pesä (1998)
- Pelle Miljoona & Rockers: Brooklyn - Dakar (1999)

### Samlingsalbum
- Pelle Miljoona: Meillä menee lujaa (1980)
- Pelle Miljoona: Stoori – vuodet 1978–82 (1995)
- Pelle Miljoona & Rockers: Kaikki hitin ainekset 1992–96 (1997)
- Problems?: Punk-House (1995)
- Tumppi Varonen & Problems?: Tästä tähän (2001)
- Pelle Miljoona & 1980: Vallankumous kulttuuriin (2004)
- Pohjalla (1978)

## Böcker
- Sannaliina Nikula, Tumppi Varonen: Poika joka tahtoo lentää (elämäkerta) (Tammi, 2003, ISBN 951-31-2534-3)
- Syökö kuningas makkaraa? (Sammakko, 2005, ISBN 952-483-006-X)